# Кьяйнуґардсторґ (Рейк'явік)
Кьяйнуґардсторґ (ісл. Kænugarðstorg) — площа у Рейк'явіку, столиці Ісландії, названа на честь столиці України Києва.

## Опис
Невелика площа розташована у західній частині Рейк'явіка, на перетині вулиць Ґардастрьяті (ісл. Garðastræti) та Тунґавта (ісл. Túngáta). На площі встановлено пам'ятник співпраці між Ісландією та балтійськими країнами. Біля площі розташоване посольство Росії.

## Назва
Площа названа на честь столиці України Києва. Кьяйнуґардур (ісл. Kænugarður) – старовинна назва Києва в ісландській мові.
Офіційно площа має подвійну назву: Кьяйнуґардсторґ (ісл. Kænugarðstorg) або Кіів-торґ (ісл. Kýiv-torg). Англійською мовою площа зветься Київ Сквер (англ. Kyiv Square).

## Історія
До перейменування площа була пам'ятником співпраці між Ісландією та балтійськими країнами. 2022 року, після російського вторгнення в Україну, міська рада Рейк'явіка вирішила продемонструвати солідарність з Україною та назвати це місце на честь столиці України.
До цього були наміри перейменувати вулицю Ґардастрьяті, на якій розташоване посольство Росії в Ісландії, у Кьянуґардсстрьяті (ісл. Kænugarðsstræti, тобто Київську вулицю), однак цю ідею не втілили.